# Bunun
I bunun (caratteri cinesi: 布農; pinyin: bùnóng), storicamente chiamati anche vonum, sono una tribù di aborigeni taiwanesi conosciuti soprattutto per la loro sofisticata musica polivocale. Diversamente dalle altre etnie aborigene, i bunun sono ampiamente distribuiti in gran parte dell'isola di Taiwan, per un totale di popolazione che nel 2000 ammontava al 10% della popolazione totale degli indigeni taiwanesi, rendendoli il quarto gruppo tribale più numeroso. I bunun parlano la lingua bunun e sono divisi in cinque sotto-tribù principali: i takbunuaz, i takituduh, i takibaka, i takivatan e gli isbukun.

## Storia
Fino all'avvento dei missionari cristiani a Formosa all'inizio del XX secolo, i bunun erano conosciuti come feroci guerrieri e cacciatori di teste. Il popolo bunun, insieme a quello atayal ed a quello truku, ha tradizionalmente occupato le zone d'alta montagna della Catena montuosa centrale, vivendo in piccole unità famigliari ostili a tutti gli stranieri. In comune con tali due popoli, i bunun avevano anche il nomadismo e la pratica dell'agricoltura a debbio, con cibi quali miglio, igname e selvaggina a base della dieta.
Durante la presa giapponese di Taiwan (1895-1945), i bunun furono una delle ultime tribù ad essere "pacificate" dai dominatori. Dopo un primo periodo di fiera resistenza, essi furono costretti a spostarsi dalle montagne ed a concentrarsi in un certo numero di villaggi in pianura. Come risultato, l'unità familiare perse d'importanza e la vita tribale iniziò ad essere incentrata sui villaggi individuali. Il governo del Giappone pose delle restrizioni sulla pratica della caccia, in particolar modo per tenere sotto controllo l'utilizzo delle armi da fuoco, ed introdusse la coltivazione del riso. Molti bunun furono reclutati come ufficiali di polizia durante la seconda guerra mondiale, e nell'esercito giapponese figuravano persino dei reggimenti composti da uomini Bunun.
Durante tutto il XX secolo, Taiwan vide arrivarsi diverse ondate missionarie di varie fedi. La conversione ebbe particolare successo tra gli aborigeni, la cui maggioranza attualmente è cristiana, e dopo l'ultima ondata originatasi dal Giappone ed avvenuta negli anni quaranta, si sono definite delle correnti alle quali ogni gruppo indigeno ha particolarmente aderito. Per quanto riguarda i bunun, essi si dividono in cattolici e presbiteriani.
I giorni duri per la popolazione indigena arrivarono a partire dall'ottobre del 1945, quando i cinesi nazionalisti del Kuomintang furono cacciati dalla Cina continentale per opera del Partito Comunista Cinese (PCC) e si stabilirono a Taiwan. Essi adottarono una politica che fu denominata "una lingua, una cultura", che proibì l'utilizzo di altre lingue al di fuori cinese nell'isola, sia in situazioni ufficiali sia nella vita quotidiana. Le culture aborigene furono sistematicamente discriminate, e le etnie indigene furono incoraggiate ad unirsi ed essere assimilate al filone culturale cinese. La cultura bunun fu pian piano corrosa sia dalla loro nuova fede portata dai missionari, sia dalla politica di governo. Solo recentemente si è rinnovata la situazione per gli indigeni, quando dopo due decenni di riforme democratiche è salito al potere nell'isola il Partito Democratico Progressivo, eletto nel 2000.

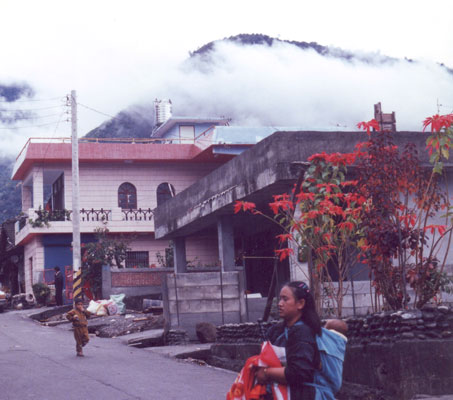
Madre bunun con bebè a tracolla nel villaggio di Lona, Taiwan

## Festa dell'orecchio
La festa dell'orecchio è la cerimonia che sancisce il passaggio per i maschi bunun dall'infanzia all'età adulta. Tradizionalmente situata tra marzo ed aprile, la festa esclude le donne dalla partecipazione. Prima delle celebrazioni, ogni maschio adulto della tribù si appresta a compiere un viaggio sulle aspre montagne per cacciare, e solo in seguito al successo nella caccia egli torna a casa per attaccare le carcasse degli animali uccisi a delle cornici di legno, così che i ragazzi più giovani possano sparare al cadavere. Quelli che riescono a colpire l'orecchio dell'animale, solitamente un cervo, vengono considerati dei talenti, ma alla fine del rituale tutti i ragazzi che vi partecipano sono pronti ad essere considerati adulti, e possono iniziare ad unirsi ai propri padri e fratelli maggiori nella caccia.
In epoca contemporanea, con la modernizzazione dello stile di vita anche per le tribù indigene, la festa dell'orecchio ha perso la sua importanza rituale ed è divenuta per lo più un avvenimento con vago sapore celebrativo. Sebbene l'abilità nel tiro e nella caccia non siano più considerate rilevanti, la festa ha mantenuto una certa importanza per quanto riguarda l'aspetto comunitario tribale, in quanto insegna il rispetto per gli anziani e per il resto della comunità in generale.